# Peter von Narbonne
Peter von Narbonne († vor 1130) war ein okzitanischer Kleriker, Kreuzfahrer sowie Erzbischof von al-Bara und Apamea. Er war der erste lateinische Bischof, den die Kreuzfahrer in Outremer einsetzten.
Peter stammte aus Narbonne im Languedoc. Ab 1097 nahm er als Kaplan im Gefolge des Grafen Raimund von Toulouse am Ersten Kreuzzug teil. Durch die Protektion des Grafen nahm er eine führende Rolle unter den Klerikern des Kreuzzuges ein.
Nachdem das Kreuzzugsheer im Sommer 1098 nach langer Belagerung Antiochien erobert hatte, begab sich Graf Raimund im Herbst auf einen Plünderungsfeldzug südwärts entlang des Orontes, um dringend benötigte Lebensmittel zu erbeuten. So eroberte er zunächst Rugia und am 25. September 1098 die Stadt al-Bara. Die dortigen Einwohner, die nicht geflohen waren, wurden getötet oder als Sklaven nach Antiochien verschleppt. Raimund beschloss, die Stadt in Besitz zu nehmen, dort eine kleine Garnison zurückzulassen und eine lateinische Siedlung zu gründen. Die örtliche Moschee wurde in eine Kirche umgewandelt und Peter wurde als Bischof von al-Bara eingesetzt, die weltlichen Herrschaft al-Bara wurde dem Bistum übereignet und Peter die weltliche Verwaltung al-Bara übertragen. Die Einsetzung eines lateinisch-christlichen Bischofs durch die Kreuzfahrer traf hier, anders als in späteren Jahren, nicht auf den Widerstand des byzantinisch-orthodoxen Patriarchen von Antiochien, da in al-Bara zuvor kein orthodoxes Bistum bestand. Peter wurde 1099 sogar vom griechisch-orthodoxen Patriarchen, Johannes VII. Oxites, in Antiochien bestätigt und zum Bischof geweiht. Als Raimund im Dezember 1098 Maarat an-Numan erobert hatte, stellte er auch den von ihm kontrollierten Teil dieser Stadt unter die Verwaltung des Bischofs von al-Bara.
Zunächst hatte Raimund beabsichtigt Peter in al-Bara zurückzulassen, als Gegengewicht zu seinem Rivalen Bohemund von Tarent, der im eroberten Antiochien zurückblieb und sich dort ein Fürstentum errichtete. Als das Kreuzzugsheer im Januar 1099 aber endlich zum Weitermarsch nach Jerusalem aufbrach, entschied er Peter mitzunehmen, wohl um durch dessen Vorbild mehr Ritter zu motivieren, am Weitermarsch teilzunehmen und sich nicht zwecks Landnahme von diesem abzusetzen. Während seiner Abwesenheit führte der Ritter Wilhelm von Cunlhat das Kommando über al-Bara. Nach der Eroberung von Jerusalem und erfolgreicher Beendigung des Kreuzzugs kehrte Peter in sein Bistum nach al-Bara zurück.
In der Folgezeit, während Raimund und seine Erben sich mit der Grafschaft Tripolis ein eigenes Herrschaftsgebiet in Outremer errichteten, gelangte al-Bara unter die Lehenshoheit von Bohemunds Fürstentum Antiochien; wann genau dies geschah, ist unklar.
1104, in der Folge der Niederlage der Kreuzfahrer in der Schlacht von Harran, floh Peter zusammen mit der Garnison von al-Bara in die sichere Stadtfestung von Antiochien, woraufhin die Muslime unter Radwan von Aleppo al-Bara besetzten. Am 20. April 1105 wurde Radwan von Tankred von Tarent in der Schlacht bei Artah entscheidend geschlagen, woraufhin auch al-Bara wieder in die Hände der Christen fiel.
1110 wurde Peter zusätzlich zu seinem Amt in al-Bara zum Erzbischof von Apamea erhoben. Tankred von Tarent hatte diese Stadt 1106 erobert. Apamea war schon unter den Byzantinern ein Erzbistum gewesen, welches einst auch al-Bara umfasst hatte. Dieses Mal wurden die Ansprüche des griechisch-orthodoxen Patriarchen ignoriert und die Weihe und Bestätigung Peters erfolgte durch den neuen lateinischen Patriarchen von Antiochien Bernhard von Valence. Offenbar wurde Peter auch für al-Bara zum Erzbischof erhoben, jedenfalls wird er fortan urkundlich mal Erzbischof von al-Bara, mal Erzbischof von Apamea genannt. In der Folgezeit stieg Peter zu einem der einflussreichsten Prälaten des Fürstentums Antiochien auf.
1119 nahm er als Stellvertreter des Patriarchen an der Schlacht auf dem Ager Sanguinis teil, die in einer vernichtenden Niederlage für die Kreuzfahrer endete und in deren Folge al-Bara erneut von Ilghazi von Aleppo besetzt wurde. Erst gegen Ende des Jahres 1122 wurde die Stadt unter Balduin II. von Jerusalem zurückerobert.
Im April/Mai 1123 belagerte Ilghazis Schwiegersohn Balak al-Bara, eroberte schließlich die Stadt und nahm Peter gefangen. Dieser konnte aber kurz darauf fliehen und entkam in die nahe Stadt Kafr Tab, wo er sich verschanzen konnte, bis Balak seinen Feldzug abbrach. Den Christen gelang es erst 1130, al-Bara zurückzuerobern, Peter war zu diesem Zeitpunkt bereits verstorben.